# Presidenti della Provincia di Ancona
Elenco dei presidenti dell'amministrazione provinciale di Ancona.

## Regno d'Italia (1861-1946)

### Presidenti del Consiglio provinciale (1861-1927)
- Lorenzo Fiorenzi (1861-1862)
- Giambattista Carletti Giampieri (1862-1863)
- Andrea Cattabeni (1863-1864)
- Clemente Marinelli (1864-1867)
- Francesco Matteucci (1867-1868)
- Clemente Marinelli (1868-1875)
- Michele Fazioli (1876-1886, 1888-1889)
- Antonio Colocci (1889-1894)
- Terenzio Frediani (1895-1907)
- Filoteo Lozzi (novembre 1907-?)
- Terenzio Frediani (1907-1909)
- Giuseppe Marcellini (1909-1914)
- Augusto Umani (1914-1921)
- Pompeo Baldoni (1921-1922)
- Guido Cirilli (1922-1927)

### Presidenti della Deputazione provinciale (1889-1928)
| Nº | Nº | Ritratto | Nome               | Mandato | Mandato | Partito                    |
| Nº | Nº | Ritratto | Nome               | Inizio  | Fine    | Partito                    |
| -- | -- | -------- | ------------------ | ------- | ------- | -------------------------- |
|    |    |          | Filippo Marcellini | 1889    | 1890    |                            |
|    |    |          | Pietro Serafini    | 1890    | 1899    |                            |
|    |    |          | Carlo Moroder      | 1900    | 1914    |                            |
|    |    |          | Pompeo Baldoni     | 1914    | 1920    |                            |
|    |    |          | ?                  | ?       | ?       |                            |
|    |    |          | Fernando Bartolini | 1924    | 1928    | Partito Nazionale Fascista |

### Presidi del Rettorato provinciale (1928-1944)
| Nº | Nº | Ritratto | Nome                                           | Mandato          | Mandato     | Partito                    |
| Nº | Nº | Ritratto | Nome                                           | Inizio           | Fine        | Partito                    |
| -- | -- | -------- | ---------------------------------------------- | ---------------- | ----------- | -------------------------- |
|    |    |          | Fernando Bartolini (commissario straordinario) | 6 settembre 1928 | aprile 1929 | Partito Nazionale Fascista |
|    |    |          | Luigi Scoponi                                  | aprile 1929      | maggio 1935 | Partito Nazionale Fascista |
|    |    |          | Ettore Leopardi                                | 1935             | 1939        | Partito Nazionale Fascista |
|    |    |          | Lodovico Maravalle                             | 1939             | 1941        | Partito Nazionale Fascista |
|    |    |          | Antonio Zucchi (vice-preside facente funzioni) | 1941             | 1943        | Partito Nazionale Fascista |
|    |    |          | Ubaldo Olivi (commissario prefettizio)         | agosto 1943      |             | Partito Nazionale Fascista |
|    |    |          | Saverio Bosdari                                | ottobre 1943     |             | Partito Nazionale Fascista |

## Repubblica italiana (dal 1946)

### Presidenti della Deputazione provinciale (1944-1951)
| Nº | Nº | Ritratto | Nome               | Mandato | Mandato | Partito                     | Coalizione |
| Nº | Nº | Ritratto | Nome               | Inizio  | Fine    | Partito                     | Coalizione |
| -- | -- | -------- | ------------------ | ------- | ------- | --------------------------- | ---------- |
| 1  |    |          | Alessandro Bocconi | 1944    | 1946    | Partito Socialista Italiano |            |
| 2  |    |          | Franco Patrignani  | 1946    | 1948    | Partito Comunista Italiano  |            |
| 3  |    |          | Arnaldo Ranaldi    | 1948    | 1951    | Democrazia Cristiana        |            |

### Presidenti della Provincia (dal 1951)

#### Eletti dal Consiglio provinciale (1951-1994)
| Nº | Nº            | Ritratto          | Nome             | Mandato           | Mandato           | Partito                     | Coalizione                         | Elezione |
| Nº | Nº            | Ritratto          | Nome             | Inizio            | Fine              | Partito                     | Coalizione                         | Elezione |
| -- | ------------- | ----------------- | ---------------- | ----------------- | ----------------- | --------------------------- | ---------------------------------- | -------- |
| 1  |               |                   | Arnaldo Ranaldi  | 1951              | 1960              | Democrazia Cristiana        |                                    |          |
| 2  |               |                   | Gino Borgiani    | 1960              | 1964              | Indipendente                |                                    |          |
| 3  |               |                   | Giuseppe Serrini | 1964              | 1967              | Democrazia Cristiana        |                                    |          |
| 4  |               |                   | Artemio Strazzi  | 24 aprile 1970    | 14 settembre 1970 | Partito Socialista Italiano |                                    |          |
| 5  |               |                   | Alberto Borioni  | 1970              | 1975              | Partito Socialista Italiano |                                    | 1970     |
| 5  | 1975          | 1978              | Alberto Borioni  |                   | 1975              | Partito Socialista Italiano |                                    |          |
| 6  |               |                   | Araldo Torelli   | 1978              | 1975              | 1980                        | Partito Socialista Italiano        |          |
| 6  | 1980          | 1985              | Araldo Torelli   |                   | 1980              |                             | Partito Socialista Italiano        |          |
| 7  |               |                   | Tommaso Mancia   | 1985              | 2 luglio 1987     | Partito Socialista Italiano |                                    | 1985     |
| 8  |               |                   | Antonio Mastri   | 14 settembre 1987 | 6 giugno 1990     | Democrazia Cristiana        |                                    | 1985     |
| 8  | 7 giugno 1990 | 23 settembre 1992 | Antonio Mastri   |                   | 1990              | Democrazia Cristiana        |                                    |          |
| 9  |               |                   | Mariano Guzzini  | 27 ottobre 1992   | 1990              | 9 dicembre 1993             | Partito Democratico della Sinistra |          |

#### Eletti direttamente dai cittadini (1994-2014)
| Nº | Nº             | Ritratto       | Nome                        | Mandato        | Mandato         | Partito                            | Giunta | Elezione |
| Nº | Nº             | Ritratto       | Nome                        | Inizio         | Fine            | Partito                            | Giunta | Elezione |
| -- | -------------- | -------------- | --------------------------- | -------------- | --------------- | ---------------------------------- | ------ | -------- |
| 10 |                |                | Marisa Galeazzi Saracinelli | 4 luglio 1994  | 24 maggio 1998  | Partito Democratico della Sinistra |        | 1994     |
| 11 |                |                | Enzo Giancarli              | 25 maggio 1998 | 27 maggio 2002  | Democratici di Sinistra            |        | 1998     |
| 11 | 28 maggio 2002 | 27 maggio 2007 | Enzo Giancarli              |                | 2002            | Democratici di Sinistra            |        |          |
| 12 |                |                | Patrizia Casagrande Esposto | 28 maggio 2007 | 12 ottobre 2014 | Partito Democratico                |        | 2007     |

#### Eletti dai sindaci e consiglieri della provincia (dal 2014)
| Nº | Nº | Ritratto | Nome                                             | Mandato          | Mandato          | Partito                         | Elezione |
| Nº | Nº | Ritratto | Nome                                             | Inizio           | Fine             | Partito                         | Elezione |
| -- | -- | -------- | ------------------------------------------------ | ---------------- | ---------------- | ------------------------------- | -------- |
| 13 |    |          | Liana Serrani                                    | 13 ottobre 2014  | 30 ottobre 2018  | Partito Democratico             | 2014     |
| 14 |    |          | Luigi Cerioni                                    | 31 ottobre 2018  | 3 ottobre 2021   | Indipendente di centro-sinistra | 2018     |
| –  |    |          | Andrea Storoni (Vicepresidente facente funzioni) | 4 ottobre 2021   | 19 dicembre 2021 | Indipendente di centro-sinistra | 2018     |
| 15 |    |          | Daniele Carnevali                                | 20 dicembre 2021 | in carica        | Indipendente di centro-sinistra | 2021     |